# 石井優希 (アイドル)
石井 優希（いしい ゆうき、2005年4月28日 - ）は、日本のグラビアアイドル。女性アイドルグループ・原宿駅前パーティーズNEXT、mai mai、Flutter ♭の元メンバー。東京都出身。NEW PIECE所属。

## 略歴
2016年12月、原宿駅前パーティーズNEXTに加入。2018年4月まで活動。
2021年10月10日、mai maiのメンバーとしてデビュー。2022年6月19日をもって現体制活動終了。同年11月21日正式に解散。
2022年7月20日、制コレ22ヤンジャンTV賞を受賞。同年12月15日発売の『週刊ヤングジャンプ』（集英社）2023年3号で初の単独グラビア。
2023年4月29日、TikTokアカウント「友達がかわちぃ」から誕生したアイドルグループ・Flutter ♭のメンバーとしてデビュー。しかし、同年9月10日、ファンとの私的交友が発覚したことを受け、グループから解雇
。ただし、『週刊ヤングジャンプ』2023年46号（2023年10月12日発売）での巻末グラビアは予定通り発売され、以後もグラビア活動は継続している。
2024年に事務所をNEW PIECEに移籍。同年8月30日、1st写真集『ゆうきのみなもと』（双葉社）を発売。
2024年9月9日、NEW PIECE所属（業務提携者含む）の斎藤恭代、花咲楓香、林田百加、雪村花鈴、石井優希、小日向結衣、波崎天結、工藤菫の8名で『ヤングキング』（少年画報社）2024年19号の表紙＆巻頭グラビアを担当。
2024年11月30日、1stDVD『はじめまして、石井ちゃんです』（ラインコミュニケーションズ）を発売。

## 人物
- 趣味はカービィ集め、歌を歌うこと[2]。
- 特技は人の顔と名前をすぐ覚えられる事[2]。
- 長身でバランスのいい体型のため、イメージビデオではスポーツなど運動シーンを求められることも多いが、「とても運動が苦手」とのこと[15]。

## 作品

### イメージビデオ
- はじめまして、石井ちゃんです（2024年11月30日、ラインコミュニケーションズ）[16][17]
- 青春時代（2025年3月26日、スパイスビジュアル）[18][19]
- おしえて！ゆうき先生（2025年7月10日、ラインコミュニケーションズ）[20][21]

### 写真集
- ゆうきのみなもと（2024年8月30日、双葉社、撮影：矢西誠二）ISBN 978-4575319064[22]

### デジタル写真集
- ブルートリップ 制コレ22（2022年7月21日、集英社［YJ PHOTO BOOK］、撮影：Takeo Dec.）共演：蓬莱舞、松島かのん、エイミー、麻生果恩[23]
- 青春スマイルストーリー。 制コレ22（2022年12月15日、集英社［YJ PHOTO BOOK］、撮影：大藪達也）[24]
- 青くて 白くて 制コレ22（2023年4月6日、集英社［YJ PHOTO BOOK］、撮影：桑島智輝）共演：蓬莱舞、松島かのん、麻生果恩[25]
- その笑顔に会いたくて（2023年10月12日、集英社［YJ PHOTO BOOK］、撮影：細居幸次郎）[26]
- 雨のせいじゃない（2024年4月19日、光文社［FLASHデジタル写真集］、撮影：鈴木ゴータ）[27]
- twinkle（2024年8月26日、KADOKAWA）[28]
- 19歳の大冒険（2024年9月2日、集英社［週プレ PHOTO BOOK］、撮影：藤本和典）[29]
- NIPPONグラドル58人（2024年10月7日、集英社［週プレ PHOTO BOOK］、撮影：LUCKMAN、藤本和典、佐藤佑一）[30]
- ニューピースGIRLS もうビシャビシャ！（2024年10月18日、小学館［週刊ポストデジタル写真集］、撮影：小塚毅之）共演：工藤菫、小日向結衣、斎藤恭代、花咲楓香、波崎天結、林田百加、雪村花鈴[31]